# Bedroom (가수)
Bedroom(한국어: 베드룸)은 한국의 싱어송 라이터이자 가수이다. 현재 글로벌 레이블 Link6의 소속으로 A June & J Beat와 함께 일본 내에서 프로젝트 그룹 216Project를 함께 하고 있다.
대표곡으로는 Swing In The Bedroom이 있다.

## 디스코그래피
- 2015년 2월 3일: Swing In The Bedroom
- 2015년 8월 18일: 10분만 더
- 2016년 4월 25일: 토닥토닥